# The Wicked Symphony
The Wicked Symphony — четвёртый полноформатный альбом проекта Avantasia вокалиста группы Edguy Тобиаса Саммета, вышедший 3 апреля 2010 года одновременно с альбомом Angel of Babylon. В записи приняли участие музыканты из многих известных рок-групп, таких как Masterplan, Symphony X, Scorpions и других. Сюжет The Wicked Symphony продолжает историю, начатую в The Scarecrow, о судьбе одинокого человека-«пугала», страдающего от безответной любви и терзаемого внутренними демонами.

## Список композиций
1. «The Wicked Symphony» — 9:28
2. «Wastelands» — 4:44
3. «Scales of Justice» — 5:04
4. «Dying for an Angel» — 4:32
5. «Blizzard On a Broken Mirror» — 6:07
6. «Runaway Train» — 8:42
7. «Crestfallen» — 4:02
8. «Forever is a Long Time» — 5:05
9. «Black Wings» — 4:37
10. «States of Matter» — 3:57
11. «The Edge» — 4:12

## Над альбомом работали

### В ролях
- Тобиас Заммет (на всех композициях) — Композитор/Пугало
- Йорн Ланде (на 1, 6, 7, 8) — Мефистофель
- Рассел Аллен (на 1, 10) — Вдохновение
- Михаэль Киске (на 2, 6) — Наставник композитора
- Тим Оуэнс (на 3) — Ярость
- Клаус Майне (на 4) — Образ славного будущего для композитора
- Андрэ Матос (на 5) — Безответственность
- Боб Кейтли (на 6) — Добрый Дух
- Ральф Здиярстек (на 9) — Праведный гнев

### Инструменталисты
- Тобиас Заммет — бас-гитара, лидер-вокал
- Саша Паэт — гитара
- Эрик Сингер — ударные
- Майкл Роденберг — клавишные, оркестровки
- Брюс Кулик — гитара на 6, 11
- Оливер Хартманн — гитара на 2, 8
- Феликс Бонке — ударные на 1, 5, 9 11
- Алекс Хольцварт — ударные на 3, 7, 8, 10
- Саймон Оберендер — орган на 6, 8, 11